# Tramwaje w Waszyngtonie
Tramwaje w Waszyngtonie – system komunikacji tramwajowej w Waszyngtonie. Tramwaje kursowały w latach 1862–1962 i ponownie od 27 lutego 2016 roku.

## Historia
Tramwaje w Waszyngtonie uruchomiono w 1862 roku w trakcji konnej. W kolejnych latach sieć była rozbudowywana i sukcesywnie elektryfikowana. 28 stycznia 1962 roku sieć została ostatecznie zamknięta. W 2002 roku podjęto dyskusję w sprawie odbudowy sieci tramwajowej. W 2005 roku zakładano, że pierwszy odcinek sieci zostanie uruchomiony w 2006 roku, a do 2030 roku planowano zbudować 40 km linii tramwajowych.
Jedyna obecnie istniejąca linia o długości 3,9 km została uruchomiona 27 lutego 2016 roku. Jej trasa biegnie wzdłuż H Street, łącząc stację kolejową Union z Benning Road. Trasę obsługuje pięć (docelowo sześć) pojazdów, kursujących z częstotliwością 15 minut (docelowo 12 minut).

Logo tramwaju
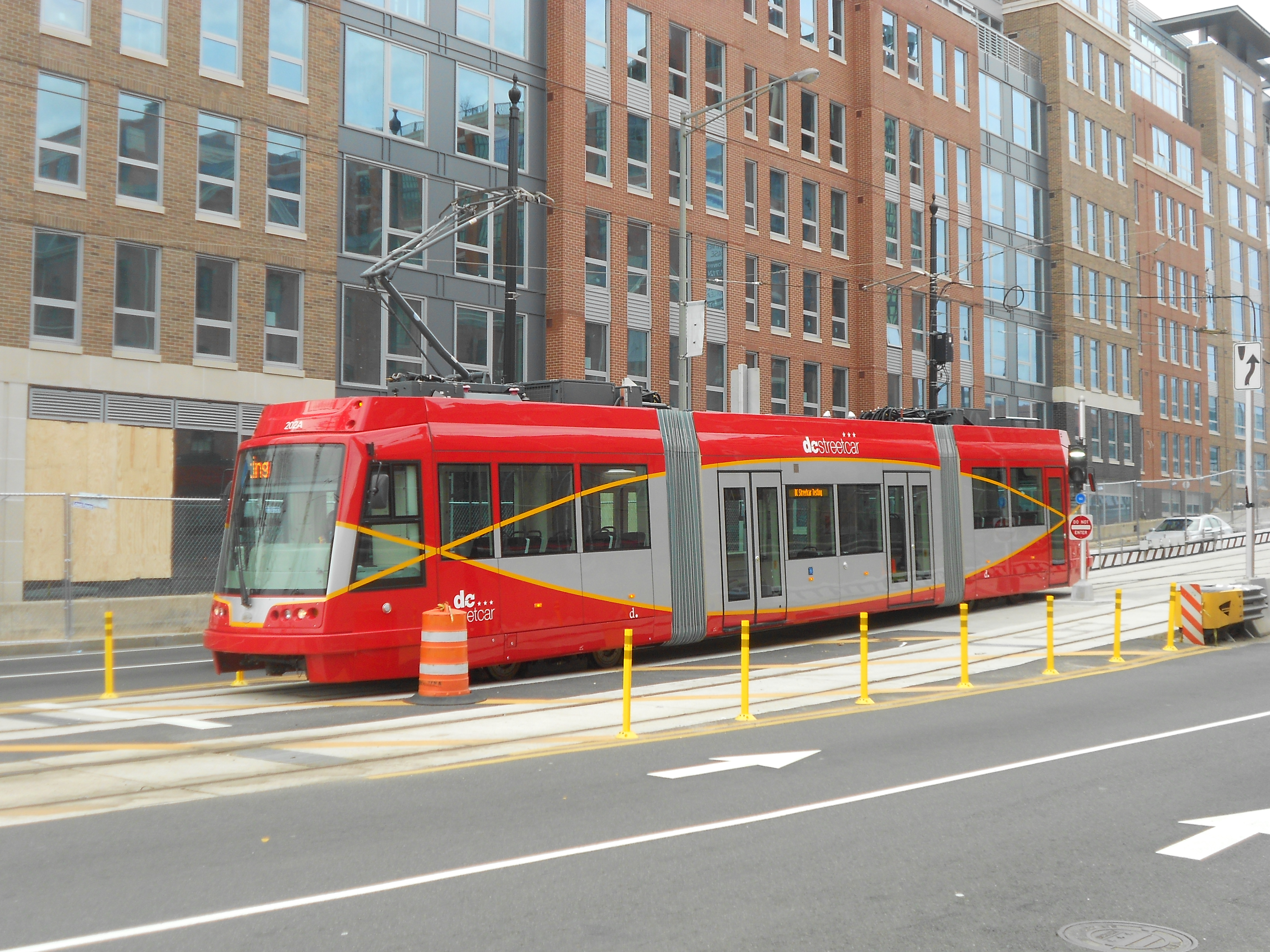
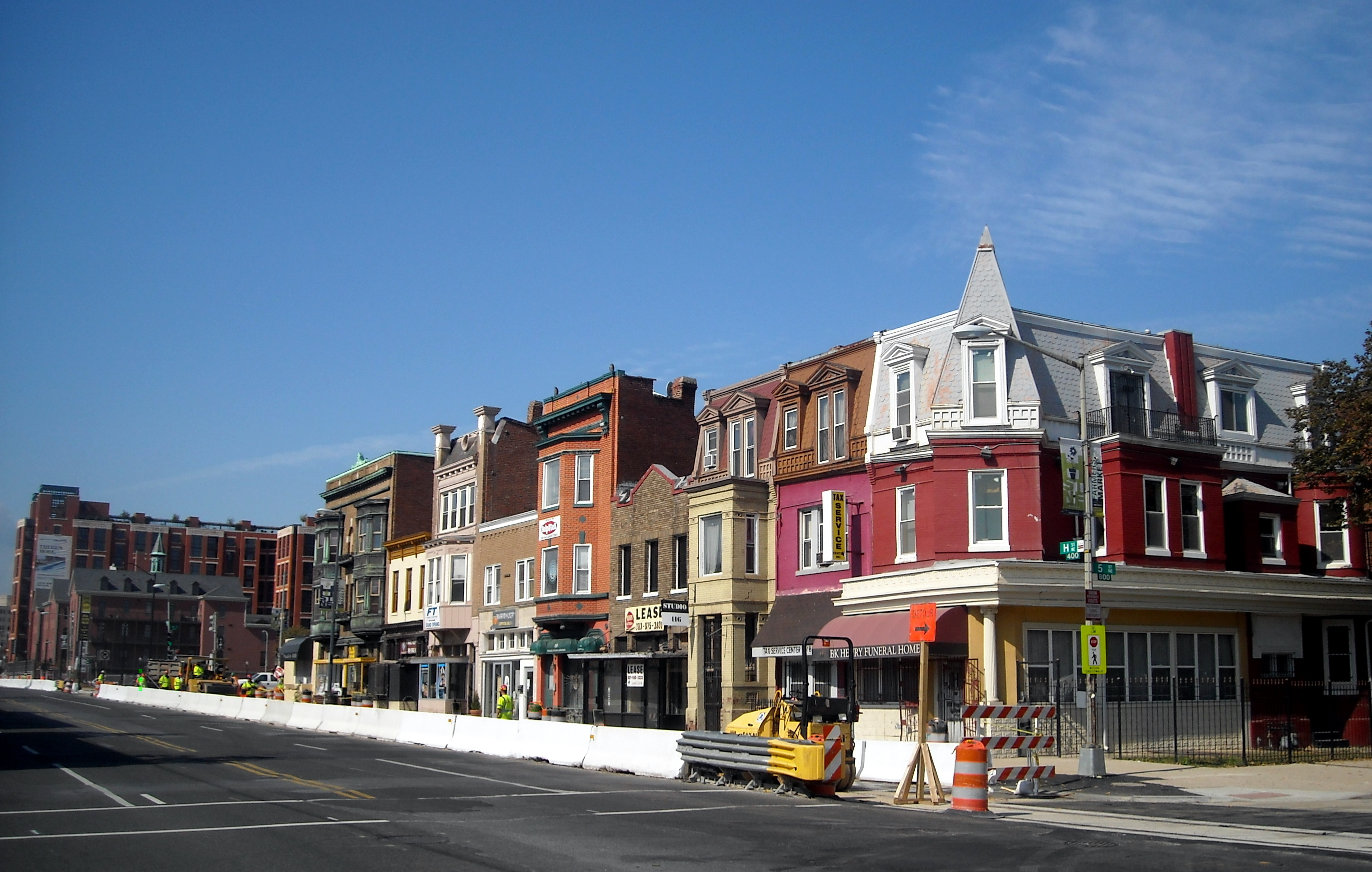
Prace budowlane w 2009 r.
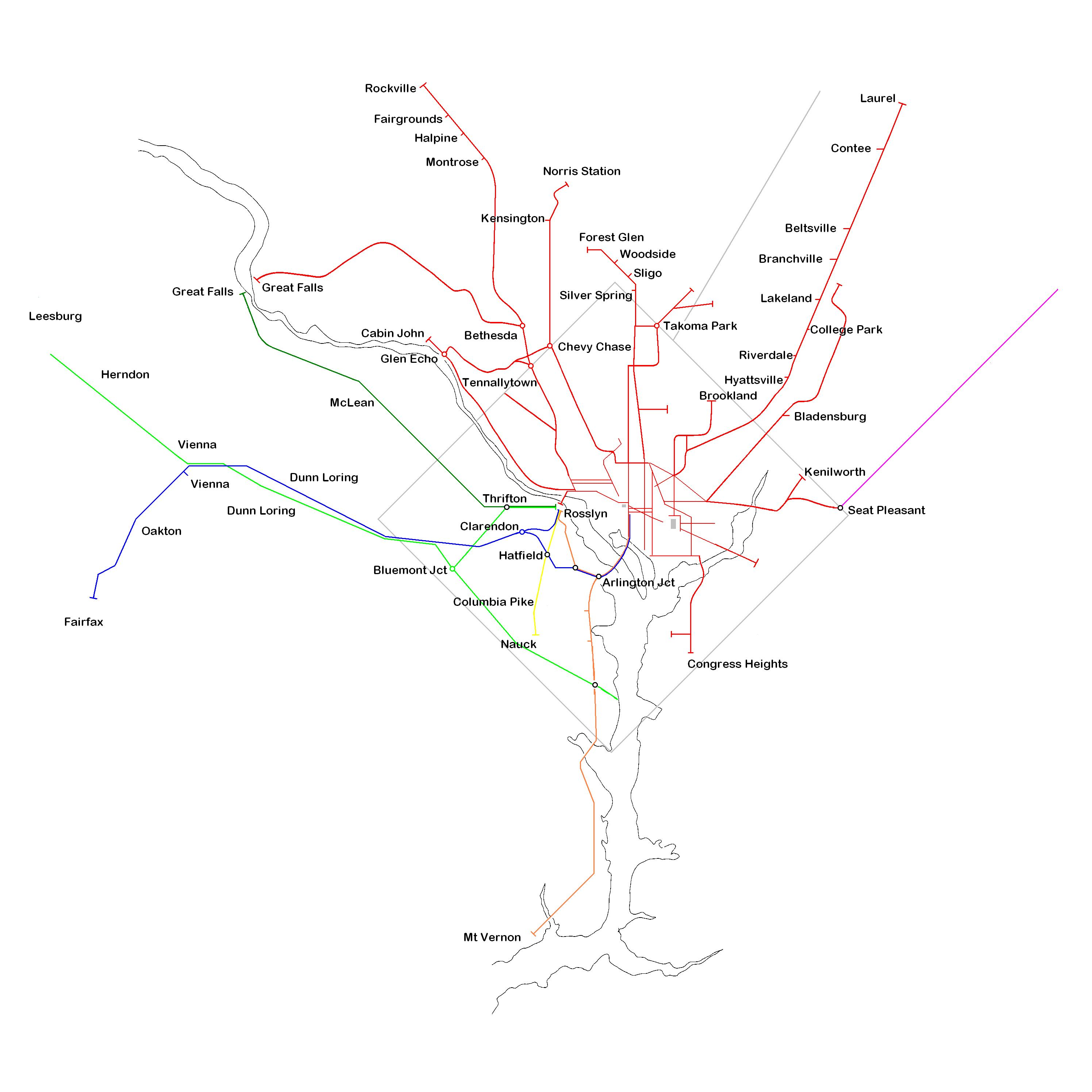
Sieć tramwajowa u szczytu rozwoju
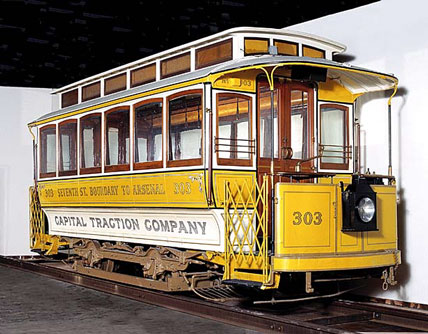
Zabytkowy tramwaj
Przebudowa skrzyżowania 14th Street i G Street